# Antagonismus (Physiologie)
Als Antagonismus wird in der Physiologie die gegensinnige Wirkungsweise funktionell verknüpfter Struktur- und Wirkstoffpaare bezeichnet.

## Beispiele
- Als Beispiel für gegensinnige Strukturpaare in der Anatomie ist der Muskelantagonismus zu nennen. Es handelt sich hierbei um ein Beispiel des Antagonismus von Organen.
- Als Beispiel für gegensinnige Wirkstoffpaare sind die jeweiligen Botenstoffe des sympathischen Nervensystems und des parasympathischen Nervensystems zu nennen. Es handelt sich hierbei um antagonistische Teilsysteme, sogenannte Gegenspieler innerhalb eines Organs – und zwar des Nervensystems.